# Miron (évêque)
Miron ou Miro, est un évêque d'Albi.

## Biographie
Son nom figure dans un acte d'échange, du Xe siècle, qu'il fit avec Adalard, abbé de Saint-Eugène de Vieux, ainsi que dans le titre de cession d'un terrain pour la construction de l'église Saint-Salvi d'Albi.